# 阿曼山
47°4′58″N 6°54′24″E / 47.08278°N 6.90667°E
阿曼山（Mont d’Amin），是瑞士的山峰，位於該國西部，由納沙泰爾州負責管轄，屬於汝拉山的一部分，處於納沙泰爾以北10公里，海拔高度1,417米，山體在侏羅紀時期形成。